# Луцій Септимій Флакк
Лу́цій Септи́мій Флакк (лат. Lucius Septimius Flaccus; ? — після 183) — державний діяч часів Римської імперії, консул-суффект 183 року.

## Життєпис
Походив з роду Септиміїв з римської провінції Африка. Про його батьків нічого невідомо. На початку правління імператора Марка Аврелія увійшов до сенату. Брав участь у Маркоманських війнах у 170-х роках.
У 179 році призначений імператором Коммодом імператорським легатом-пропретором до провінції Нижня Панонія. У 180 році отримав аналогічну посаду в провінції Фракія. Перебував на посадах до 183 року. У 183 році призначено консулом-суффектом разом з Титом Пактумеєм Магном. Після цього увійшов до колегії арвальських братів. Подальша доля невідома.